# Einschienenbahn Seattle
Die Einschienenbahn Seattle verbindet unter dem Namen Seattle Center Monorail die nördliche Innenstadt Seattles mit dem Gelände der Weltausstellung von 1962, auf dem diverse kulturelle Einrichtungen wie die Space Needle, das Pacific Science Center oder das EMP-Museum zu finden sind. Die Bahn wurde nach der in Deutschland entwickelten ALWEG-Technologie erbaut.

## Geschichte

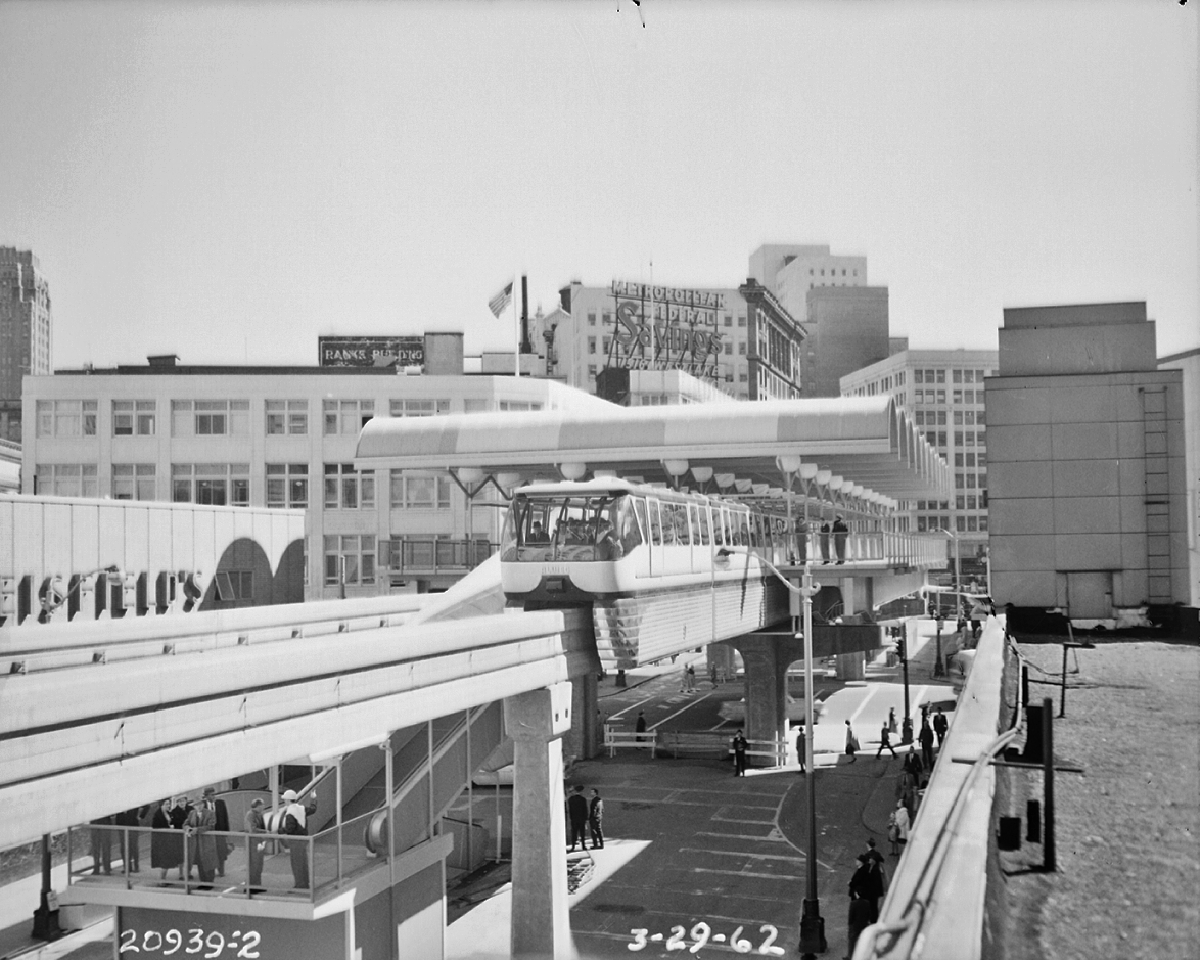
Ursprüngliche Westlake-Station 1962–1986

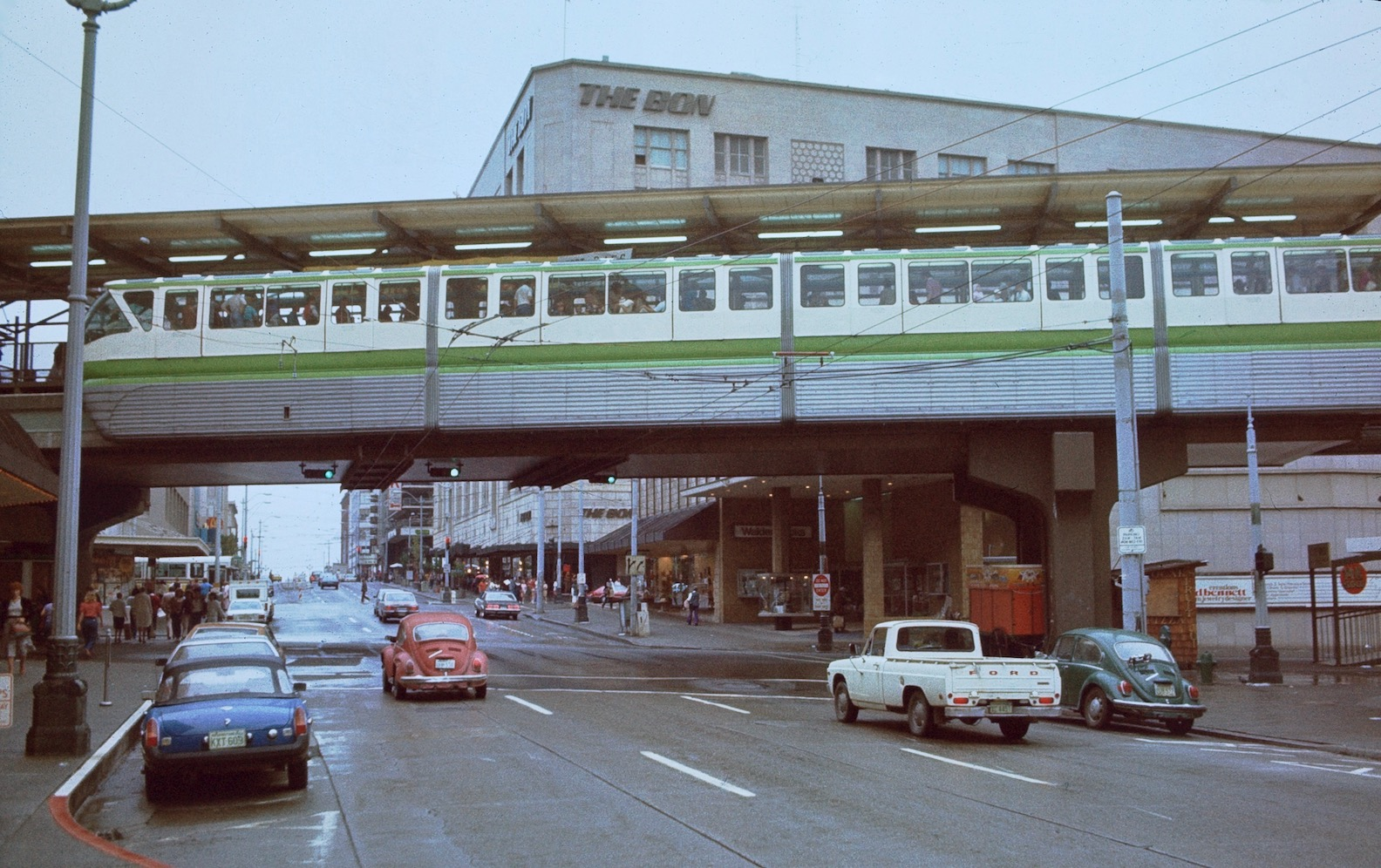
1986 abgebaute Endstation über der Pine Street

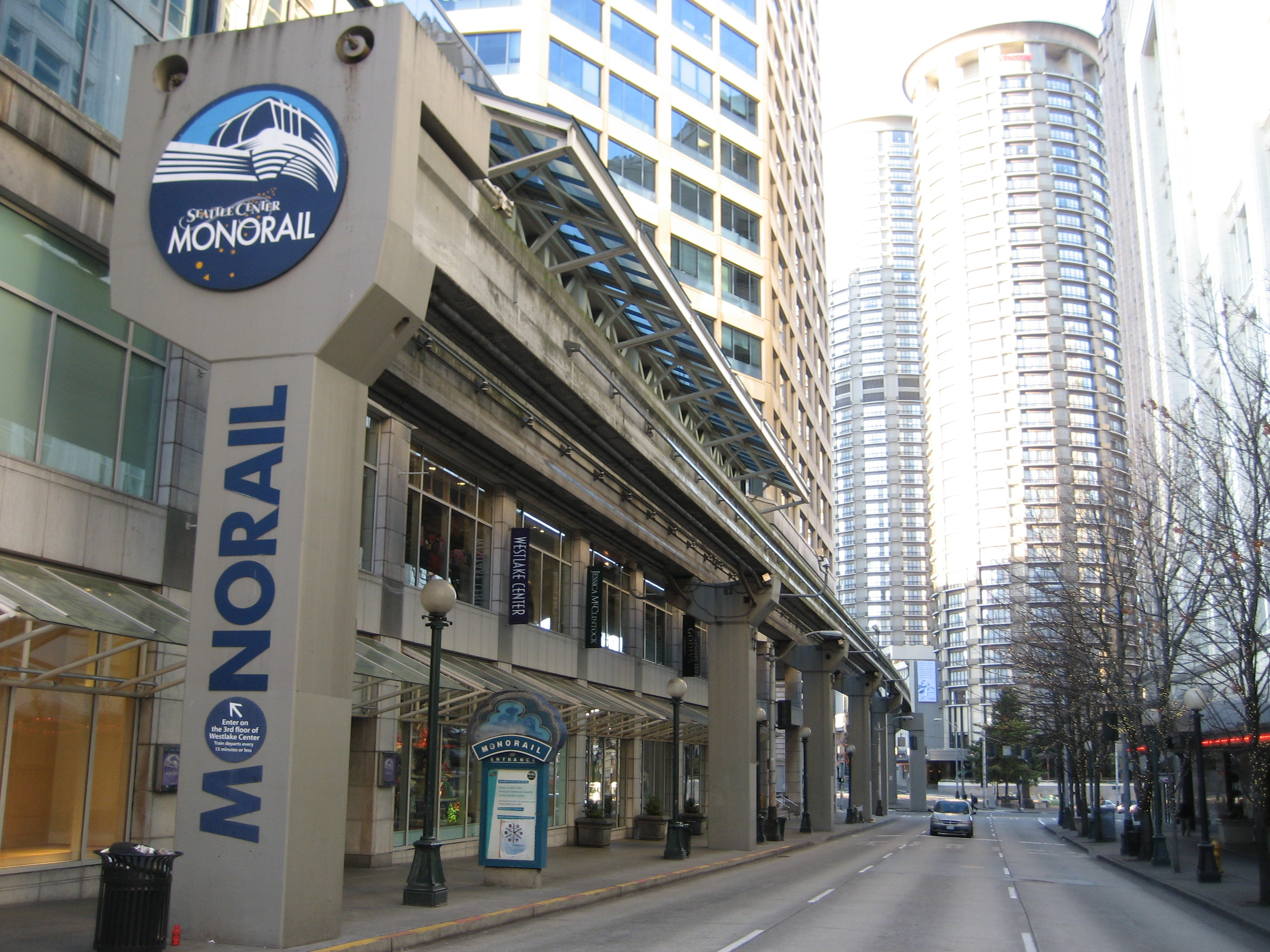
Neuer Endbahnhof am Westlake Center seit 1988

Nach der Entscheidung, die Innenstadt und das Weltausstellungsgelände mit einer Einschienenbahn zu verbinden, wurde ALWEG Rapid Transit Systems mit dem Bau der Strecke beauftragt. ALWEG erhielt den Zuschlag, weil das Unternehmen bereit war, die Einschienenbahn auf eigene Kosten zu errichten und zu betreiben.
Der Streckenbau begann im April 1961, der erste der beiden in Deutschland von Linke-Hofmann-Busch gebauten Züge erreichte Seattle im Februar 1962 und die Linie konnte am 24. März 1962, knapp einen Monat vor Beginn der Weltausstellung, eröffnet werden. Die Baukosten der 1,6 km langen Bahn betrugen 3,5 Mio. Dollar. Während der Weltausstellung nutzten ca. 8 Mio. Fahrgäste die Linie, womit nicht nur die Bau- und Betriebskosten erwirtschaftet wurden, sondern auch ein Gewinn bei ALWEG verblieb.
Um die Abbaukosten der Strecke zu vermeiden und die Linie als Demonstrationsstrecke zu erhalten, wurde die Einschienenbahn von der inzwischen in finanzielle Schwierigkeiten geratenen ALWEG-Gesellschaft kostenlos an die Betreibergesellschaft der Weltausstellung abgegeben. Diese wiederum verkaufte die Bahn im Jahr 1965 für 600.000 Dollar an die Stadt Seattle, die die Linie in eigener Regie weiter betrieb.
Die ursprüngliche über der Pine Street liegende Station in Westlake wurde 1986 abgebaut, die Strecke verkürzt und 1988 ein Bahnhof mit Zugang von der zweiten Etage des neu gebauten Westlake-Einkaufszentrums geschaffen.
Seit 1994 hat die Stadt Seattle die Betriebsführung auf der Strecke an das privatwirtschaftliche Unternehmen Seattle Monorail Services vergeben, Betriebsgewinne werden zwischen der Betriebsgesellschaft und der Stadt geteilt.
Während der Weltausstellung wurde eine südliche Verlängerung der Strecke um 20 km zum Seattle-Tacoma International Airport diskutiert. In der Region liefen jedoch Planungen für ein konventionelles Nahverkehrssystem mit Rad-Schiene-Schnellbahnen und Busverkehr, welches schließlich 1968 und 1970 in Volksabstimmungen abgelehnt wurde.
Nachdem im Jahr 1996 das städteübergreifende Programm Sound Move zur Schaffung eines Nahverkehrssystems mit Eisenbahn-Pendlerzügen und Stadtbahnen in der Metropolregion beschlossen wurde, stimmten die Wähler der Stadt Seattle ein Jahr später für die Gründung einer Elevated Transportation Company, die die bestehende Einschienenbahn auf die wesentlichen Verkehrskorridore der Stadt erweitern sollte. Das daraufhin geplante 65 km lange X-förmige Netz mit zwei Linien, 22 Stationen und einem Investitionsvolumen von 2,1 Mrd. Dollar scheiterte letztendlich im Jahr 2005 an der Finanzierung.

## Seattle Center Monorail

### Fahrzeuge

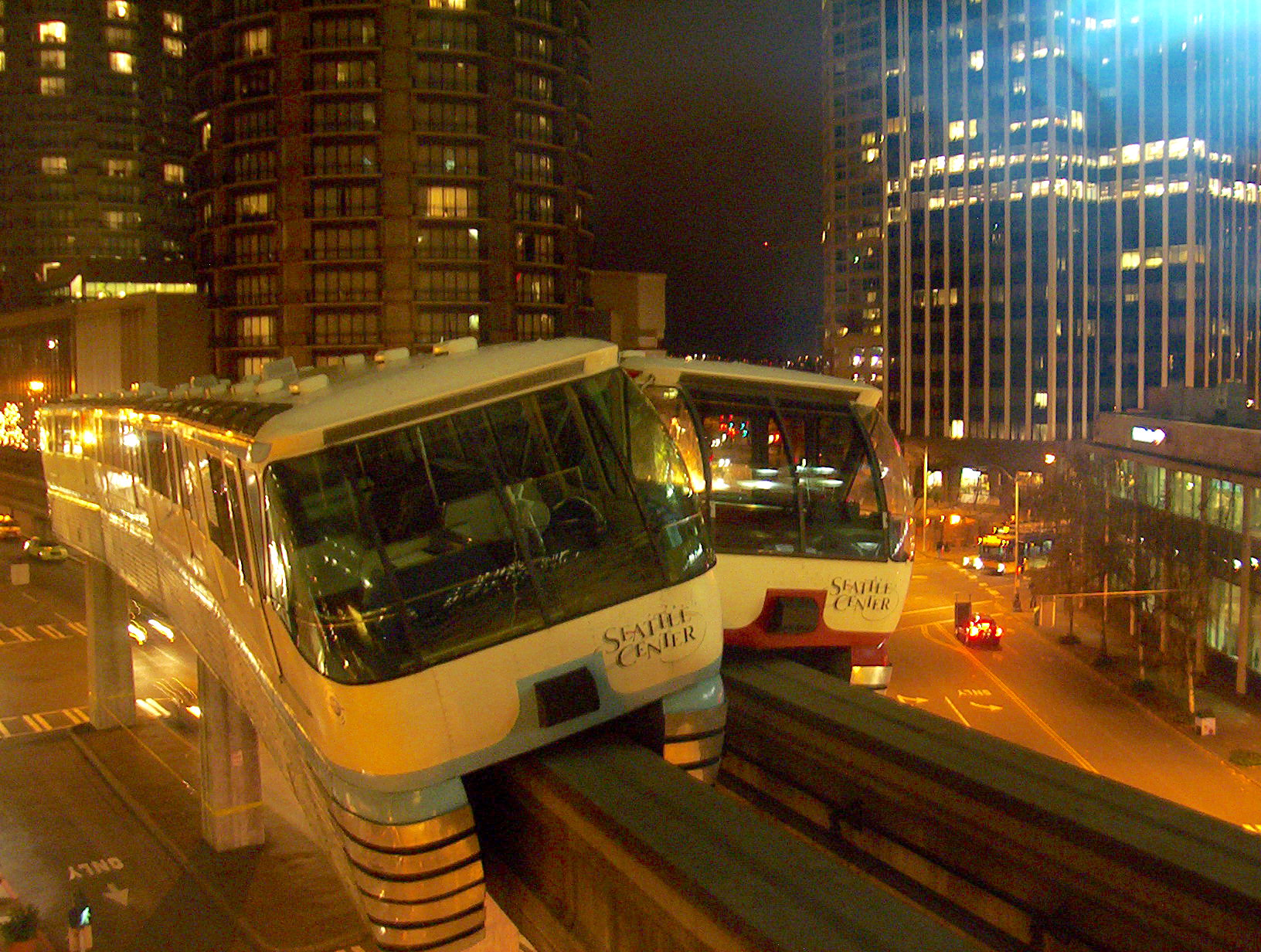
Blue Train und Red Train nach dem Unfall im November 2005

Auf der Strecke werden zwei Fahrzeuge eingesetzt, von denen das zuerst gelieferte heute als Blue Train, das andere als Red Train bezeichnet werden. Der spätere Blue Train (ursprünglich: Spirit of Seattle) erreichte Seattle am 19. Februar 1962 und wurde noch am selben Tag auf den Fahrweg gesetzt. Der Red Train (zunächst: Spirit of Century 21) kam am 27. März jenes Jahres an und absolvierte seine erste Fahrt am 10. April. Beide Fahrzeuge bestehen aus je vier Elementen aus Aluminium; sie sind 37,2 m lang, 3,12 m breit und verfügen über 124 Sitz- und 326 Stehplätze. Jeder Wagenteil ist auf zwei Antriebs- und Laufeinheiten montiert („bogie“). Diese bestehen aus einem Doppelrad, das auf dem Fahrweg aufliegt, und sechs seitlichen Führungsrädern. Ein Fahrzeug verfügt damit über 16 Lauf- und 48 Führungsräder. Der in den Fahrgastraum hineinragende Teil der Radeinheiten ist mit Sitzplätzen überbaut.
Bei fünf größeren Unfällen gab es wiederholt Verletzte. Dreimal prallte ein Zug am Streckenende gegen einen Prellbock, 2004 brach im Blue Train während der Fahrt ein Brand aus. Am 26. November 2005 kollidierten die beiden Züge an einer 1988 angelegten Fahrwegsverschlingung.

### Strecke

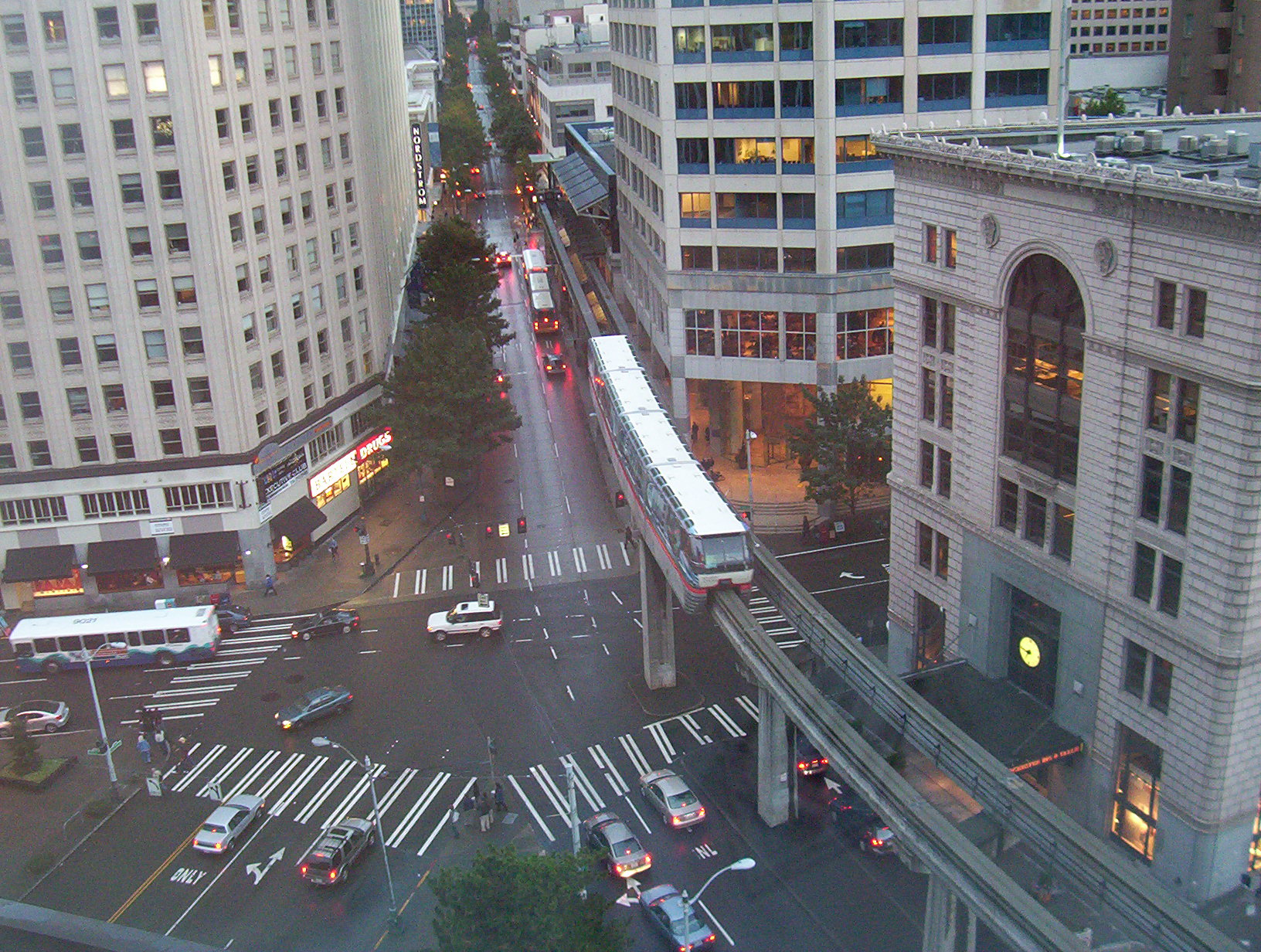
Red Train über der 5th Avenue vor der Endstation Westlake Center

Die 1,4 km lange Strecke beginnt am Westlake Center und führt überwiegend im Verlauf der 5th Avenue nach Norden, bevor sie nach der Durchfahrt durch das Museum of Pop Culture die Endhaltestelle Seattle Center erreicht. Die Strecke besteht aus zwei parallel liegenden Fahrbalken, hat jedoch keine Weichen oder Verzweigungen, so dass jeder der beiden Züge über eine eigene Fahrbahn verfügt. Die elektrische Versorgung der Fahrzeuge erfolgt über eine Stromschiene mit 700 V Gleichstrom. Die Haltestelle Seattle Center dient zugleich als Werkstatt.

### Betrieb

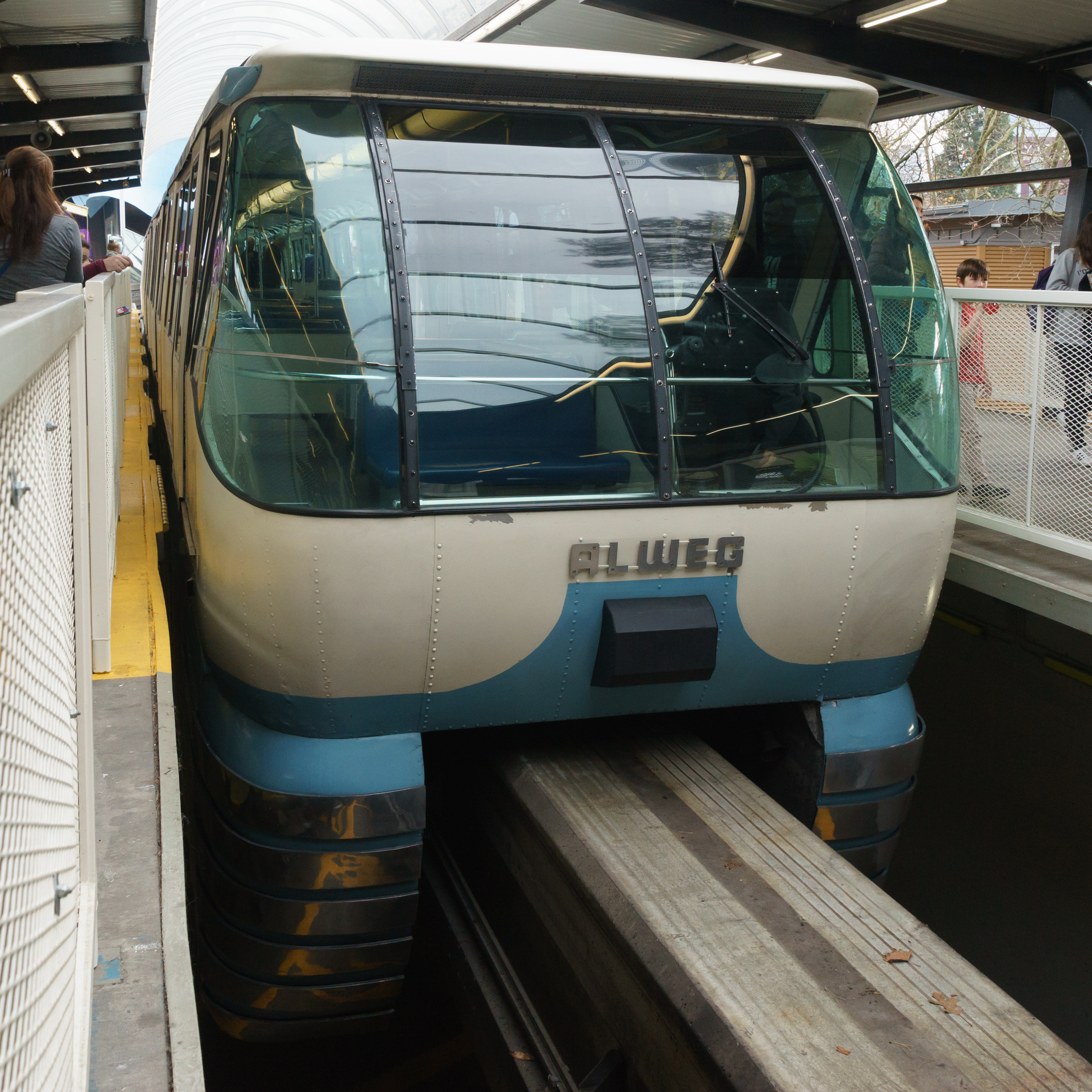
Der Zug der „Blue Line“ in der Station an der Space Needle

Die Seattle Center Monorail wird montags bis freitags ab 7:30 Uhr, samstags und sonntags ab 8:30 Uhr, alle 10 Minuten bis 21:00 Uhr, freitags und samstags bis 23:00 Uhr, bedient. Bei einer Fahrzeit von 2 Minuten ist jeweils nur ein Zug in Betrieb. Beide Züge werden lediglich bei Sonderveranstaltungen in Zeiten hohen Fahrgastaufkommens eingesetzt. Der Fahrpreis beträgt 3,50 Dollar pro Fahrt (ermäßigt und für Kinder und Jugendliche von 6 bis 18 Jahren 1,75 Dollar). Das ORCA-Tarifsystem der Metropolregion Seattle gilt seit Oktober 2019 in der Einschienenbahn. (Stand Januar 2020)

### Verkehrsleistung
| Jahr | Fahrzeugkilometer (in Tsd.) | Passagiere (in Mio.) | Personenkilometer (in Mio.) | Anmerkungen |
| ---- | --------------------------- | -------------------- | --------------------------- | --- |
| 1991 | 260,3                       | 2,2                  | 3,9                         | |
| 1992 | 285,6                       | 2,2                  | 3,9                         | |
| 1993 | 288,7                       | 2,1                  | 3,8                         | |
| 1994 | 298,6                       | 2,1                  | 3,8                         | |
| 1995 | 289,0                       | 2,3                  | 4,1                         | |
| 1996 | 288,7                       | 2,5                  | 3,7                         | |
| 1997 | 305,4                       | 2,5                  | 3,7                         | |
| 1998 | 320,6                       | 2,7                  | 3,9                         | |
| 1999 | 309,9                       | 2,4                  | 3,5                         | |
| 2000 | 333,2                       | 2,5                  | 3,6                         | |
| 2001 | 404,9                       | 2,5                  | 3,7                         | |
| 2002 | 333,8                       | 2,0                  | 3,0                         | |
| 2003 | 394,9                       | 2,1                  | 3,0                         | |
| 2004 | 177,8                       | 0,8                  | 1,1                         | Betriebsunterbrechung von 1. Juni bis 15. Dezember wegen Brandschaden                                                                                              |
| 2005 | 259,7                       | 1,5                  | 2,2                         | Betriebsunterbrechung ab 27. November wegen Seitenanfahrschaden an beiden Zügen                                                                                    |
| 2006 | 31,8                        | 0,2                  | 0,3                         | Betriebsunterbrechung bis 10. August wegen Seitenanfahrschaden an beiden Zügen, Betriebsunterbrechung von 20. August bis Mitte November wegen technischer Probleme |
| 2007 | 284,1                       | 1,6                  | 2,3                         | |
| 2008 | 302,3                       | 1,6                  | 2,3                         | |
| 2009 | 319,4                       | 1,7                  | 2,5                         | |
| 2010 | 324,7                       | 1,8                  | 2,6                         | |
| 2011 | 349,8                       | 1,9                  | 2,7                         | |
| 2012 | 353,1                       | 2,1                  | 3,1                         | |
| 2013 | 359,9                       | 2,1                  | 3,0                         | |

## Zukünftige Entwicklungen
Mit der Überarbeitung des Antriebssystems der Züge sowie der Stromversorgung in den Jahren 2008 bis 2011 ist der Betrieb der bestehenden Strecke gesichert.